# Borobo
Borobo est un village de la région de l’Indénié-Djuablin, à l'est de la Côte d'Ivoire. C'est une localité de la sous préfecture de Diamarakro, administrativement rattachée au département d'Abengourou,.